# 시링구

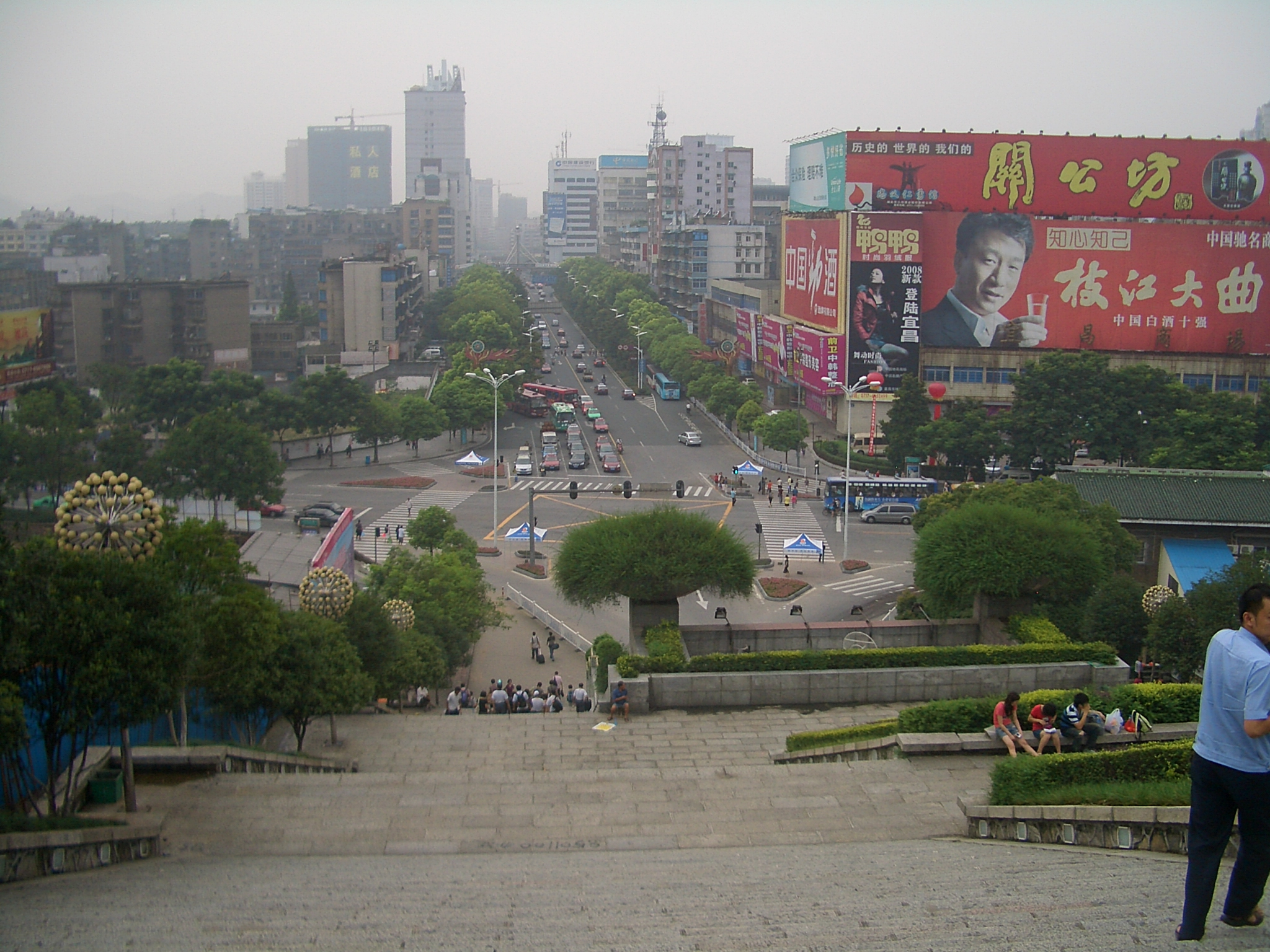

시링구(한국어: 서릉구, 중국어: 西陵区, 병음: Xīlíng Qū)는 중화인민공화국 후베이성 이창 시의 현급 행정구역이다. 넓이는 90km2이고, 인구는 2007년 기준으로 420,000명이다.

## 행정 구역
6개 가도, 1개 향을 관할한다.
- 가도: 西陵街道, 学院街道, 云集街道, 西坝街道, 葛洲坝街道, 夜明珠街道.
- 향: 窑湾乡.